# 籠橋寛典
籠橋 寛典（かごはし ひろのり、1964年4月25日 - ）は、日本の実業家。マツダ・トヨタ・マニュファクチャリング・U.S.A.エグゼクティブ・バイス・プレジデント（EVP）を経て、中部国際空港代表取締役社長。

## 人物・経歴
愛知県名古屋市出身。東海中学校・高等学校を経て、一橋大学社会学部を卒業後、1987年にトヨタ自動車入社。工藤彰三衆議院議員は中学・高校の同級生。
トヨタ自動車では、ユニット統括部ユニット管理室長を経て、2015年生産管理部長。2016年Toyota Compact Car Company統括部長。同年戦略副社長会事務局主査。2017年に常務理事（安全健康推進部、生産企画本部、物流領域長、本社工場長）兼中央紙器工業監査役、愛知陸運監査役、トヨタ輸送監査役。2018年三井倉庫エクスプレス監査役。
同年にBR米国合弁新会社準備室長を兼務し、トヨタ自動車とマツダがアメリカ合衆国アラバマ州に合弁会社マツダ・トヨタ・マニュファクチャリング・U.S.A.を設立すると、同社副社長（エグゼクティブ・バイス・プレジデント（EVP））を務めた。
2025年に中部国際空港特別顧問となり、同年同社代表取締役社長に就任した。中部国際空港社長としては初代から6代連続のトヨタ自動車出身者となった。